# Rabha
Els rahba són una ètnia tibetobirmana d'Assam que viu principalment als estats indis del nord-est d'Assam i Meghalaya i algunes parts de Bengala Occidental. Habiten principalment a les planes del Baix Assam i als Dooars, mentre que alguns es troben als turons de Garo. La majoria dels Rabhas de Dooars es refereixen a ells mateixos com Rabha, però alguns d'ells sovint es declaren Kocha.